# Evangeline (film, 1929)
Pour les articles homonymes, voir Évangéline.
Pour plus de détails, voir Fiche technique et Distribution.
Evangeline est un film américain réalisé par Edwin Carewe et sorti en 1929. Il est sorti accompagné d'un disque Vitaphone comprenant la musique, les dialogues et les effets sonores,.

## Fiche technique
- Réalisation : Edwin Carewe
- Scénario : Finis Fox d'après le poème épique Evangeline de Henry Wadsworth Longfellow.
- Producteur : Joseph M. Schenck
- Photographie : Robert Kurrle, Al M. Green
- Montage : 	Jeanne Spencer
- Musique : Hugo Riesenfeld
- Distributeur : United Artists
- Durée : 9 bobines
- Date de sortie : 24 août 1929

## Distribution
- Dolores del Río : Evangeline
- Roland Drew : Gabriel
- Alec B. Francis : Père Felician
- Donald Reed : Baptiste
- Paul McAllister : Benedict Bellefontaine
- James A. Marcus : Basil
- George F. Marion : Rene LeBlanc
- Bobby Mack : Michael
- Louis Payne : Governeur-General
- Lee Shumway : Colonel Winslow